# Gouden Stick (Nederland)
De Gouden Stick omvat een reeks individuele hockeyprijzen waarmee de beste sportieve prestaties in de Hoofdklasse hockey worden beloond over een heel seizoen. Er worden prijzen uitgereikt aan de beste speler en speelster, topscorer, het grootste talent en de beste coach. De prijswinnaars worden bepaald door een jury die bestaat uit coaches, journalisten en publiek. De website hockey.nl (voorheen Hockey Magazine) organiseert de prijs. De beste mannelijke en de beste vrouwelijke speler ontvangen beide de Gouden Stick, de topscorers ontvangen beide de Gouden hockeybal, het beste mannelijke en het vrouwelijke talent ontvangen beide het Gouden Stickje en de beste coach ontvangt de Gouden Uil. Voorheen waren er klassementen voor de beste mannelijke en de beste vrouwelijke keeper (Gouden helm), maar deze zijn inmiddels verdwenen.
Ook in België wordt een soortgelijke prijs uitgereikt aan de beste speler en speelster uit de hoogste hockeycompetitie.

## Winnaars mannen
| Seizoen | Beste speler         | Club         | Topscorer            | Club              | Beste keeper            | Club        |
| ------- | -------------------- | ------------ | -------------------- | ----------------- | ----------------------- | ----------- |
| 1999/00 | Jeroen Delmee        | Den Bosch    | Paul Robert Lankhout | Kampong           | Peter Kalfsterman       | Kampong     |
| 2000/01 | Teun de Nooijer      | Bloemendaal  | Teun de Nooijer      | Bloemendaal       | Guus Vogels             | HGC         |
| 2001/02 | Teun de Nooijer      | Bloemendaal  | Sander Dreesmann     | Klein Zwitserland | Michiel van der Struijk | Hurley      |
| 2002/03 | Teun de Nooijer      | Bloemendaal  | Taeke Taekema        | Klein Zwitserland | Bart Looije             | Rotterdam   |
| 2003/04 | Teun de Nooijer      | Bloemendaal  | David Mathews        | Amsterdam         | Guus Vogels             | HGC         |
| 2004/05 | Jeroen Delmee        | Den Bosch    | Roderick Weusthof    | SCHC              | Jaap Stockmann          | Bloemendaal |
| 2005/06 | Robert van der Horst | Oranje Zwart | Roderick Weusthof    | SCHC              | Jaap Stockmann          | Bloemendaal |
| 2006/07 | Christopher Zeller   | Bloemendaal  | Christopher Zeller   | Bloemendaal       | Guus Vogels             | HGC         |
| 2007/08 | Jeroen Hertzberger   | Rotterdam    | Taeke Taekema        | Amsterdam         | Guus Vogels             | HGC         |
| Seizoen | Beste speler         | Club         | Topscorer            | Club              | Grootste talent         | Club        |
| 2008/09 | Teun de Nooijer      | Bloemendaal  | Roderick Weusthof    | SCHC              | Rik van Kan             | Bloemendaal |
| 2009/10 | Guus Vogels          | HGC          | Ashley Jackson       | HGC               | Seve van Ass            | HGC         |
| 2010/11 | Robert van der Horst | Rotterdam    | Taeke Taekema        | Amsterdam         | Sander de Wijn          | Kampong     |
| 2011/12 | Robert van der Horst | Rotterdam    | Roderick Weusthof    | Rotterdam         | Roel Bovendeert         | Bloemendaal |
| 2012/13 | Jeroen Hertzberger   | Rotterdam    | Jeroen Hertzberger   | Rotterdam         | Tom Hiebendaal          | HGC         |
| 2013/14 | Robbert Kemperman    | Kampong      | Mink van der Weerden | Oranje Zwart      | Johannes Mooij          | Amsterdam   |
| 2014/15 | Sander de Wijn       | Kampong      | Justin Reid-Ross     | Amsterdam         | Tom Hiebendaal          | HGC         |

## Winnaars vrouwen
| Seizoen | Beste speelster               | Club              | Topscorer         | Club              | Beste keepster                     | Club              |
| ------- | ----------------------------- | ----------------- | ----------------- | ----------------- | ---------------------------------- | ----------------- |
| 1999/00 | Suzan van der Wielen          | HGC               | Ageeth Boomgaardt | Den Bosch         | Daphne Touw                        | Laren             |
| 2000/01 | Maud Mulder                   | Nijmegen          | Mieketine Wouters | Laren             | Clarinda Sinnige                   | Amsterdam         |
| 2001/02 | Alyson Annan                  | Klein Zwitserland | Mijntje Donners   | Den Bosch         | Eveline de Haan                    | Klein Zwitserland |
| 2002/03 | Alyson Annan                  | Klein Zwitserland | Alyson Annan      | Klein Zwitserland | Clarinda Sinnige Lisanne de Roever | Amsterdam Kampong |
| 2003/04 | Macha van der Vaart           | Amsterdam         | Ageeth Boomgaardt | Den Bosch         | Clarinda Sinnige                   | Amsterdam         |
| 2004/05 | Naomi van As                  | Klein Zwitserland | Mijntje Donners   | Den Bosch         | Clarinda Sinnige                   | Amsterdam         |
| 2005/06 | Minke Booij                   | Den Bosch         | Mijntje Donners   | Den Bosch         | Floortje Engels                    | Amsterdam         |
| 2006/07 | Minke Booij                   | Den Bosch         | Kim Lammers       | Laren             | Eveline de Haan                    | Klein Zwitserland |
| 2007/08 | Eefke Mulder                  | Nijmegen          | Maartje Paumen    | Den Bosch         | Inge Vermeulen                     | SCHC              |
| Seizoen | Beste speelster               | Club              | Topscorer         | Club              | Grootste talent                    | Club              |
| 2008/09 | Floortje Engels               | Amsterdam         | Maartje Paumen    | Den Bosch         | Kitty van Male                     | Amsterdam         |
| 2009/10 | Eva de Goede                  | Kampong           | Maartje Paumen    | Den Bosch         | Joyce Sombroek                     | Laren             |
| 2010/11 | Maartje Paumen                | Den Bosch         | Maartje Paumen    | Den Bosch         | Charlotte Vega                     | Pinoké            |
| 2011/12 | Joyce Sombroek                | Laren             | Kim Lammers       | Laren             | Maria Verschoor                    | Rotterdam         |
| 2012/13 | Maartje Paumen                | Den Bosch         | Maartje Paumen    | Den Bosch         | Sabine van Silfhout                | Hurley            |
| 2013/14 | Carlien Dirkse van den Heuvel | SCHC              | Maartje Paumen    | Den Bosch         | Laura Nunnink                      | Oranje Zwart      |
| 2014/15 | Lidewij Welten                | Den Bosch         | Maartje Paumen    | Den Bosch         | Imme van der Hoek                  | Wageningen        |

## Beste coaches
| Seizoen | Coach                 | Club         |
| ------- | --------------------- | ------------ |
| 2009    | Max Caldas            | Bloemendaal  |
| 2010    | Raoul Ehren           | Den Bosch    |
| 2011    | Taco van den Honert   | Amsterdam    |
| 2012    | Marc Lammers          | Den Bosch    |
| 2013    | Alyson Annan          | Amsterdam    |
| 2014    | Michel van den Heuvel | Oranje Zwart |
| 2015    | Michel van den Heuvel | Oranje Zwart |